# Thierry de Freiberg
Pour les articles homonymes, voir Thierry.
 (octobre 2022).
Si vous disposez d'ouvrages ou d'articles de référence ou si vous connaissez des sites web de qualité traitant du thème abordé ici, merci de compléter l'article en donnant les références utiles à sa vérifiabilité et en les liant à la section « Notes et références ».
Thierry de Freiberg, en latin Theodoricus Teutonicus ou Saxonicus, en allemand Dietrich von Freiberg, né à Freiberg, en Saxe, vers 1250, mort après 1310, est un théologien, philosophe et savant du Moyen Âge, appartenant à l'ordre dominicain.

## Éléments biographiques
Sa biographie est très mal connue. Entré très jeune dans l'ordre dominicain, vers 1271 il était lecteur au couvent de Freiberg. Il est probable qu'il vint étudier à Paris vers 1272/74, mais on ne sait pas sous quels maîtres. En 1280/81, il était lecteur au couvent de Trèves. Il revint ensuite à Paris et y donna des leçons sur les Sentences de Pierre Lombard. Le 7 septembre 1293, il fut nommé supérieur de la province dominicaine d'Allemagne (Teutonia), poste occupé avant lui par Albert le Grand, où il demeura jusqu'en mai 1296. C'est lui qui nomma Maître Eckhart vicaire pour la Thuringe. En 1296 ou 1297, il devint magister theologiæ à Paris et continua à y enseigner jusqu'en 1300. Son nom apparaît ensuite dans un chapitre provincial des dominicains tenu à Coblence en 1303 (où il fut élu « définiteur »), puis dans les chapitres généraux tenus à Toulouse en mai 1304 et à Plaisance en septembre 1310. Dans ce dernier, il fut désigné comme vicarius provinciæ Teutonicæ, dans l'attente de la nomination d'un nouveau provincial.

## Pensée
Thierry de Freiberg fut un auteur prolifique : on lui connaît trente-huit ouvrages, composés entre 1285 et 1310 environ. Ils couvrent pratiquement toutes les branches de la théologie, de la philosophie et des sciences naturelles connues à l'époque, ce qui fait de Thierry, par la quantité et la diversité de son œuvre, l'un des principaux héritiers d'Albert le Grand (mort à Cologne le 15 novembre 1280, mais on ignore si Thierry l'a jamais rencontré).
Thierry de Freiberg apparaît principalement comme un représentant du néoplatonisme latin du Moyen Âge. Il intègre des éléments aristotéliciens et thomistes à une métaphysique émanatiste et à une psychologie augustinienne. Une procession causale va d'un principe premier, l'Un, vers les intelligences, les âmes et les corps. L'un de ses principaux apports est sa doctrine de l'intellect, et la distinction qu'il fait entre ens reale et ens conceptuale, remplaçant la vieille distinction scolastique entre ens naturæ et ens rationis. Ses études sur l'optique sont également une contribution importante à la méthodologie scientifique. L'un des premiers grands noms de la pensée spéculative allemande, il a notamment influencé Maître Eckhart et Nicolas de Cues.

## Œuvres

### Théologie
- De visione beatifica ;
- De corpore Christi mortuo ;
- De dotibus corporum gloriosorum ;
- De substantiis spiritualibus et corporibus futuræ resurrectionis.

### Philosophie
- De habitibus ;
- De ente et essentia ;
- De magis et minus  ;
- De natura contrariorum ;
- De cognitione entium separatorum et maxime animarum separatarum ;
- De intelligentiis et motoribus cælorum ;
- De corporibus cælestibus quoad naturam eorum corporalem ;
- De animatione cæli ;
- De accidentibus ;
- De quiditatibus entium ;
- De origine rerum prædicamentalium ;
- De mensuris ;
- De natura et proprietate continuorum ;
- De intellectu et intelligibili.

### Sciences
- De luce et ejus origine (Sur la lumière et son origine) ;
- De coloribus (Sur les couleurs) ;
- De iride et radialibus impressionibus (Sur l'arc-en-ciel et les impressions par rayons) ;
- De miscibilibus in mixto ;
- De elementis corporum naturalium.

Sont aussi conservées ses lettres datant de la période 1294/96.

## Éditions
- Opera omnia = Corpus Philosophorum Teutonicorum Medii Ævi, Hambourg, Felix Meiner Verlag, vol. 1 à 4 :
  - Burckhard Mojsisch (éd.), Schriften zur Intellekttheorie, Hambourg, 1977.
  - Ruedi Imbach, Maria Rita Pagnoni-Sturlese, Hartmund Steffan et Loris Sturlese (éds.), Schriften zur Metaphysik und Theologie, Hambourg, 1980.
  - Jean-Daniel Cavigioli, Ruedi Imbach, Burckhard Mojsisch, Maria Rita Pagnoni-Sturlese, Rudolf Rehn et Loris Sturlese (éds.), Schriften zur Naturphilosophie und Metaphysik. Quæstiones, Hambourg, 1983.
  - Maria Rita Pagnoni-Sturlese, Rudolf Rehn, Loris Sturlese et William A. Wallace (éds.), Schriften zur Naturwissenschaft. Briefe, Hambourg, 1985.
- Œuvres choisies, vol. I (Substances, quidités et accidents, Traité des accidents, Traité des quidités des étants), textes latins, traductions françaises et notes par Catherine König-Pralong, introduction de Kurt Flasch, Paris, J. Vrin, 2008.
- Œuvres choisies, vol. II (Traité de la vision béatifique), texte latin et traduction française par Anne-Sophie Robin-Fabre, Paris, J. Vrin, 2012.